# Vårvindar friska
"Vårvindar friska" (Den stackars Anna eller Molltoner från Norrland) med text av Julia Nyberg ("Euphrosyne") och melodi enligt en svensk folkvisa (en polska), är en svensk vårsång. Texten publicerades första gången 1828, i Nybergs diktsamling Nyare dikter.
Sången hör till valborgsmässofirandets traditionella sångnummer i Sverige och Finland. Sången finns i många utgivna sångböcker, och melodin har ofta använts i dryckesvisor. Den framförs också i minst fem filmer från 1932 till 2007.

## Tillkomst och utgivning

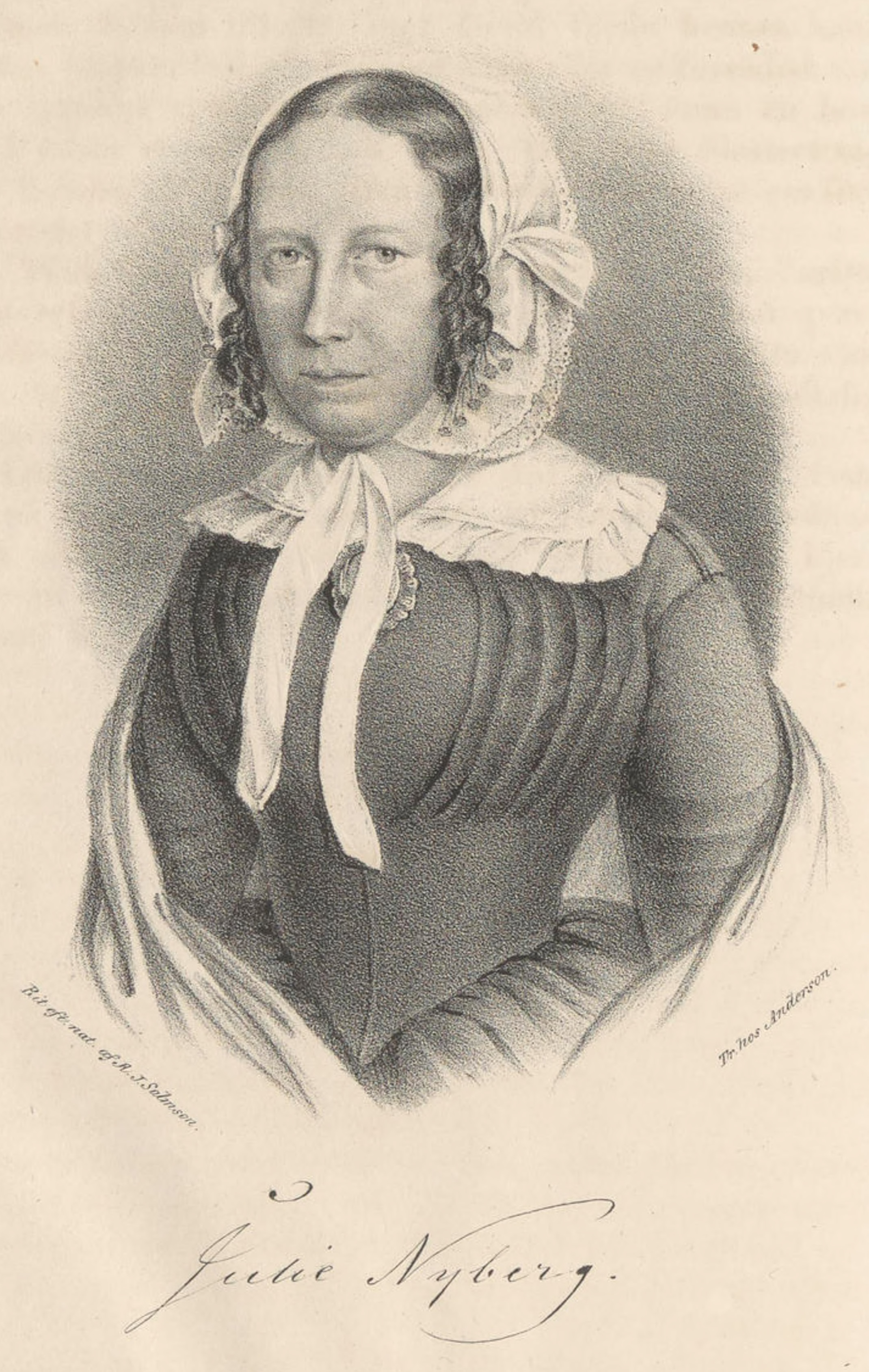
Julia Nyberg i Nordstjernan 1834.

Texten till "Vårvindar friska" gavs första gången ut i Julia Nybergs diktsamling Nyare dikter från 1828, med titeln "Den stackars Anna, eller Moll-toner från Norrland", en diktsamling för vilken hon fick guldmedalj av Svenska Akademien 1829. Just "Den stackars Anna" fick dock inte till skillnad från flera av de andra dikterna i samlingen något omedelbart genomslag, utan först något årtionde efter poetens död blev den vanligt förekommande och sjungen. En anledning till dess tilltagande popularitet var att den under 1860-talet fick ett arrangemang för en fyrstämmig manskör, vilket föranledde att den införlivades i studentsångarföreningars repertoar.
I samband med detta ströks dock flera av stroferna, vilket fick visan att anta en annan betydelse. I och med att Annas klagan bland annat ofta försvann var det lättare att anpassa visan till ett arrangemang för en manskör, eftersom diktjaget därigenom blev könsneutralt. Dessutom gjorde det att visan gavs ett tydligare vår-fokus, vilket gjorde den lättare att sjunga i samband med valborgsmässofiranden. Ofta sjöngs då bara den första och andra strofen, samtidigt som namngav den efter första versraden. I många fall strök man även upphovspersonens namn, och hävdade att det var en autentisk folkvisa.

## Text
Nybergs version av texten lyder, enligt Sånghäfte.se:
Vårvindar friska
Leka och viska,
Lunderna kring, likt älskande par,
Strömmarna ila,
Finna ej vila
Förr’n ner i djupet störtvågen far.
Klaga, mitt hjärta, klaga! – O, hör,
Vallhornets klang bland klipporna dör!
Strömkarlen spelar,
Sorgerna delar
Vakan kring berg och dal.

Hjärtat vill brista –
Ack! när den sista
Gången jag hörde kärlekens röst:
Avskedets plåga,
Ögonens låga,
Mun emot mun vid klappande bröst.
Fjälldalen stod i blomstrande skrud,
Trasten slog drill på drill för sin brud;
Strömkarlen spelte,
Sorgerna delte,
Suckande, berg och dal.

Natten så fager,
Ljus som en dager,
Göt över skog och bölja sin glans.
Älvornas vingar
Glänsande ringar
Slöto kring ängens tuva i dans.
Suckande hjärtan, suckande lund,
Smekande ord och saligt förbund!
Strömkarlen spelte,
Sorgerna delte
Vakan kring berg och dal.

Ack, att vid polen
Midsommarsolen
Tusende år bortsovit så sällt!
Hastigt vem kallar?
Krigsbudet skallar
Fjärran ifrån: “Till vapen!” så gällt.
Nu var ej tid hos flickan att bo,
Löftet han gav om kärlek och tro;
Strömkarlen spelte,
Sorgerna delte,
Suckande, berg och dal.

Hurtigt på slätten,
Med bajonetten,
Snabb som en ren, han ilade ned;
Där, ibland fanor,
Flygande svanor,
Klingande spel, i blixtrande led,
Rak som en tall, han höjde sig opp,
Såg jag hans bild vid tårarnas lopp.
Strömkarlen spelte,
Sorgerna delte,
Suckande, berg och dal.

Snart han marchera’ –
Kom aldrig mera
Åter till hemmets brudliga tjäll.
När av min Modig
Vålnaden blodig
Svävar på västerns rodnande fjäll,
Klaga, mitt hjärta, klaga! – O, hör!
Vallhornets klang bland klipporna dör:
Strömkarlen spelar,
Sorgerna delar

Vakan kring berg och dal.
"Vårvindar friska", den ofta använda benämningen på dikten, utgör dess första versrad. I den ursprungliga formen, som Nyberg namngav som "Den stackars Anna eller Moll-toner från Norrland", skildras en kvinnas sorg över att ha förlorat sin älskade när han kallas bort till och stupar i krig. Varje gång som fjällsidan färgas röd av den nedgående solen ser hon dock hans vålnad. För att framhäva det nordiska i melodin blandades temat med beskrivningar av bland annat älvdans, vallhornsklang och Strömkarlens musik.

## Melodi
Melodin är en polska som går i moll. Trots titeln, "Molltoner från Norrland", är det inte säkert att melodins ursprung är norrländskt.

## Framföranden och adaptioner
"Vårvindar friska" har bland annat framförts av Sissel Kyrkjebø och Ultima Thule. Visan är ett vanligt inslag bland annat vid Valborgsmässofiranden i Sverige och Finland. År 1867 framfördes den i manskör av studentsångare från Uppsala vid en turné i Paris, ett framförande som skall ha tagit publiken med storm. Den blev också ett stående inslag bland körer i New York och Chicago under 1870- och 1880-talen. Gunilla Hermansson konstaterar att adaptioner av bland annat Kyrkjebø och Ultima Thule ofta satts i en nationell eller skandinavisk kontext, ibland med nationalistiska anspelningar.
År 1945 sjöng Ingrid Bergman första strofen i sin roll som nunna i Klockorna i S:t Mary, vilket bidrog till att den återigen ofta kom att sjungas även av kvinnor. Framförandet bidrog, enligt Donald Spoto, till att forma en bild av Ingrid Bergman som en exotisk, nordisk skönhet. Visan har översatts till bland annat tyska, engelska och isländska. På tyska har den givits ut i antologier med svensk, svensk-finsk och skandinavisk lyrik 1842, 1868, 1877, 1883 och 1895. I en sammanställning över världslitteraturhistoria från 1851 anger Johannes Scherr Nyberg som en av två svenskspråkiga diktare i Per Daniel Amadeus Atterboms efterföljd som producerat vislyrik av värde.
I Norge förekommer visan med en alternativ text av Margrethe Munthe, Syttende mai er jeg så glad i, och sjungs av barnen i samband med nationaldagsfirandet. Ibland kallar norrmännen melodin för "Østerdalsmarsj", efter Agathe Backer-Grøndahls melodi till Ivar Mårtensson-Englunds dikt med samma namn. Backer-Grøndahls melodi har stora likheter, men formen har också markanta olikheter, bland annat genom att rytmen byter mellan två- och tretakt.